# Lâu đài Vaux-le-Vicomte

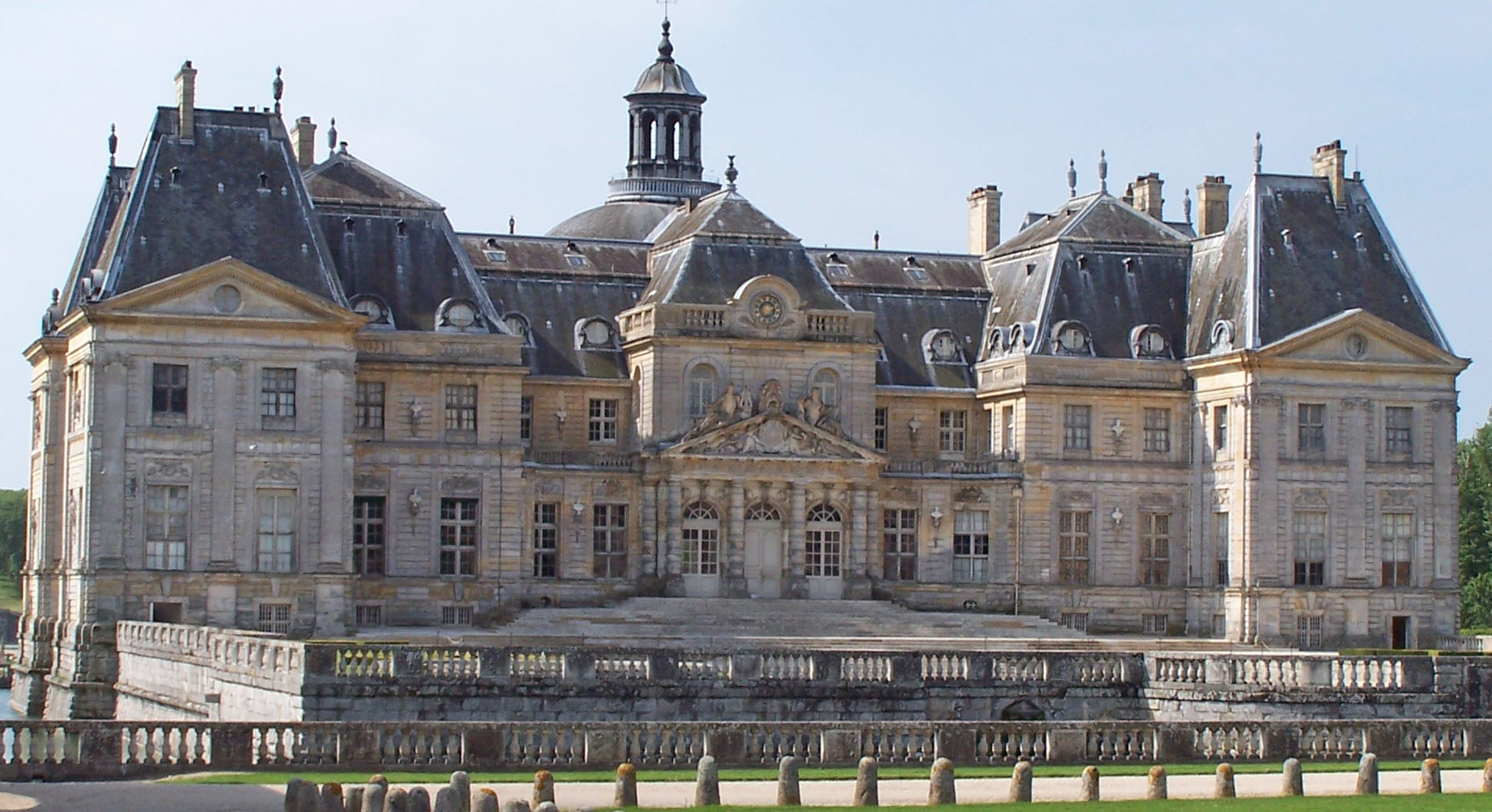
Lâu đài Vaux-le-Vicomte, từ cổng vào

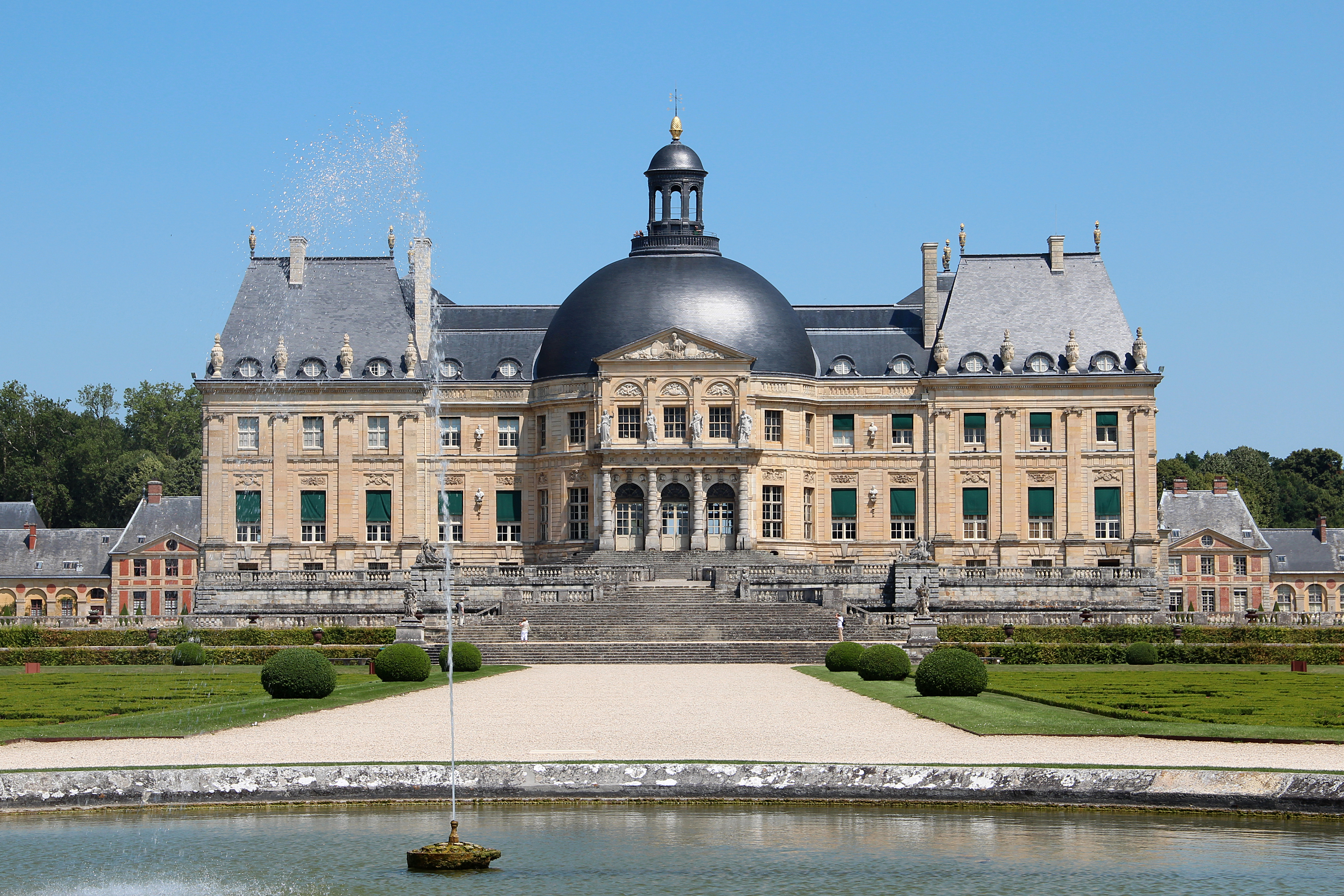
Lâu đài Vaux-le-Vicomte, nhìn từ rond d'eau

Vaux-le-Vicomte là một lâu đài mang phong cách kiến trúc baroque nằm tại Maincy, gần Melun, cách Paris khoảng hơn 50 km. Công trình được xây dựng từ năm 1658 tới 1661 cho Nicolas Fouquet, Hầu tước của Belle Île, Tử tước của Melun và Vaux, cũng là người quản lý tài chính cho vua Louis XIV.
Vaux-le-Vicomte là một trong những công trình gây nhiều ảnh hưởng kiến trúc, nổi tiếng của thế kỷ 17, tác phẩm của kiến trúc sư Louis Le Vau, nhà thiết kế cảnh quan André le Nôtre và họa sĩ trang trí nội thất Charles Le Brun.

## Tổng quát
Lâu đài này vẫn giữ kế hoạch phong kiến truyền thống của Pháp với một nền tảng bao quanh bởi một hào nước rộng của bùn đất, trong đó chiếm ở phía Nam. Hai cánh cửa kết nối nhà với phần còn lại của khu vườn.
Các biên hầu như không tồn tại, kiểu kiến trúc đã xuất hiện trong nửa đầu của thế kỷ XVII. Lâu đài này có một phòng chính với ba sân trước nhà và một nhà vòm phòng tại trung tâm của mặt tiền nhìn ra khu vườn.
Có bốn gian hàng, hai khu vườn hình chữ nhật, và hai sân hình vuông, trong đó nhìn sang hai bên, tuy nhiên dường như giống hệt nhau kiểu truyền thống kiến trúc Pháp.

## Khu vườn

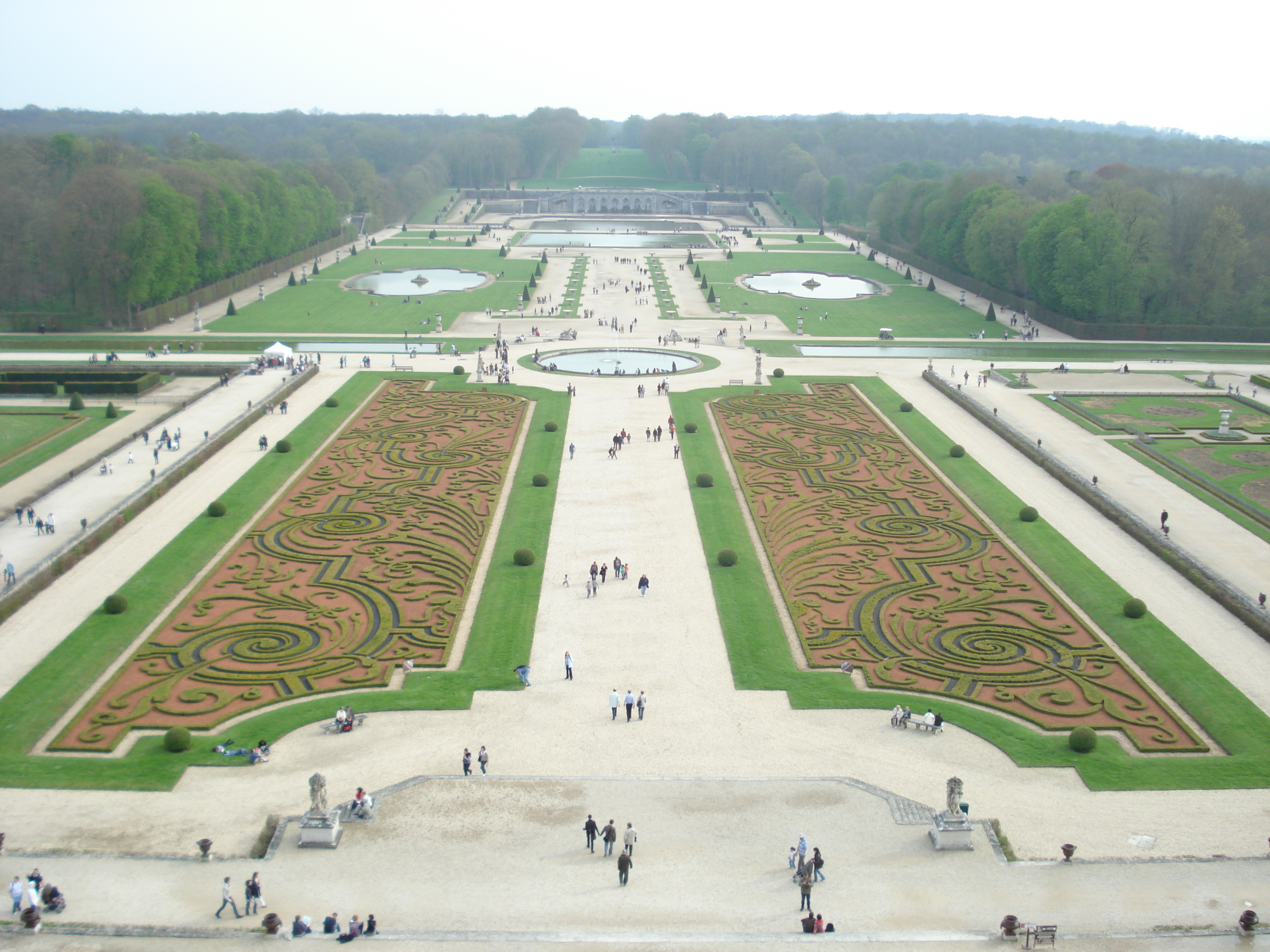
Khu vườn Vaux-le-Vicomte

Những khu vườn ở phía Nam của lâu đài về kích thước là rất đáng kể và phong cách của nó. Cây tỉa, hồ, các bức tượng và lối đi gọn gàng làm cho nó thành một khu vườn kiểu Pháp.
Để vẽ, thiết kế của mình, André sử dụng hiệu ứng quang học và pháp luật của quan điểm; màu đỏ của "hàng thêu" và vườn hoa được làm bằng gạch nghiền nát.

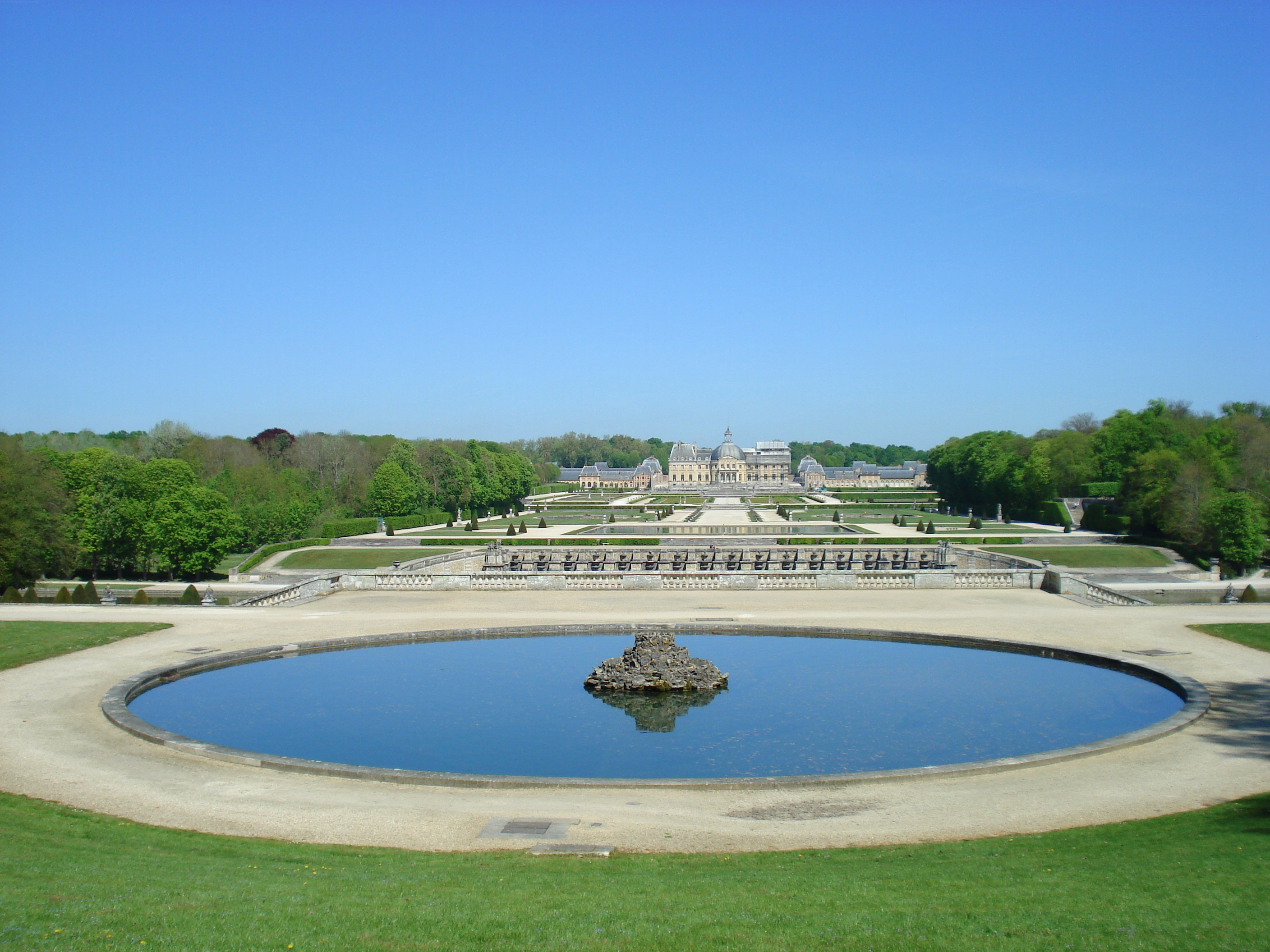
nhìn từ phía nam của công viên.

Sự xuất hiện lâu đài là một sự liên kết song phương 257 máy bay. Hai dòng trục là rất gần sàn như xa như sáu mét. Với kích thước của thân cây, điều này gây ra một "hiệu ứng đường hầm" ấn tượng; liên kết này cùng 1.400 mét được phân loại như là một di tích lịch sử.
Khu vườn bao gồm ba phần:
- phần đầu tiên bao gồm một khoảng sân và một sân trước;
- phần thứ hai của lâu đài và ngăn chặn các kênh rạch nhỏ;
- Cuối cùng, phần thứ ba bao gồm mà nằm ngoài các kênh nhỏ.

Khu vườn được đánh dấu bằng một góc độ chậm: trên các yếu tố vườn xa lâu đài, là dài hay cao. Tương tự như vậy, các khu vực hình vuông là lớn hơn so với các hồ nước chung quanh tám lần. Các tác phẩm điêu khắc gần lâu đài ba lần so với các quy định của các hốc tường.

## Sự kiện
Lâu đài này đã diễn ra lễ hội Opera Open Air được tổ chức 2001-2009.
Lâu đài này là một phần của đám cưới của cầu thủ bóng rổ Tony Parker và nữ diễn viên Eva Longoria ngày 07 tháng 7 năm 2007.

## Phim ảnh
Nhà và vườn của lâu đài được quay trong phim James Bond 1979 Moonraker. Nó cũng được dùng làm bối cảnh của phim The Man in the Iron Mask 1998.